# شاپرک مریم‌گلی
شاپرک مریم‌گلی (نام علمی: Coleophora salviella) نام یک گونه از سرده غلاف‌دارها است.